# Meiboomkwartier
Het Meiboomkwartier is een wijk in de West-Vlaamse stad Roeselare, gelegen direct ten zuiden van het stadscentrum.

## Geschiedenis
Tussen 1922 en 1924 werd de tuinwijk gebouwd door woningbouwvereniging De Meiboom, die voorheen de Rousselaarsche Naamloze Maatschappij voor het bouwen van Werkmanswoningen werd genoemd. De wijk werd vooral gebouwd voor mensen die hun, door de Eerste Wereldoorlog verwoeste, huizen niet konden herbouwen. Aanvankelijk werden 140 woningen gebouwd. In 1933 kwam de Heilig Hartkerk gereed voor de inwoners van deze wijk.
Tussen 1950 en 1955 werd de wijk verder uitgebreid met 330 woningen, door woningbouwvereniging De Mandel.